# قائمة زملاء الجمعية الملكية المنتخبين في 1963
هذه الصفحة تعرض قائمة زملاء الجمعية الملكية المُنتخبين لعام 1963.

## الزملاء
- David Tabor (physicist) [الإنجليزية]‏
- إريك بورهوب
- Leonard Rotherham [الإنجليزية]‏
- John Walter Guerrier Lund [الإنجليزية]‏
- بول تونتون ماثيوز [الإنجليزية]‏
- John Freeman Loutit [الإنجليزية]‏
- Thomas Stevens Stevens [الإنجليزية]‏
- Eric Ashby, Baron Ashby [الإنجليزية]‏
- John Alexander Fraser Roberts [الإنجليزية]‏

## الأعضاء الأجانب
- يوكاوا هيديكي
- سيوال رايت